# Попелиця баштанна
Баштанна попелиця (Aphis gossypii) — комаха з родини попелиць ряду рівнокрилих. Шкідники гарбузових овочебаштанних. Трапляється повсюдно. Поліфаг. Крім баштанних, пошкоджує перець, баклажани, бавовник та інші культурні рослини й бур'яни.

## Описування
Безкрила партеногенетична самка розміром 1,2-2 мм, яйцеподібна; має три кольорові форми — зелену, жовту і чорнозелену, сокові трубочки чорні; лоб прямий, вусики досягають ¾ довжини тіла; ноги жовті. Крилата партеногенетична самка розміром 1,2-1,9 мм, голова і груди чорні, вусики коротші за тіло, але довші, ніж у партеногенетичної самки; трубочки і хвостик коротші, ніж у безкрилої. Личинка забарвлена світліше, зачатки крил у німф з'являються в другому личинковому віці.

## Життєвий цикл
Розвиваються неповноциклічно, розмноження тільки партеногенетичне. Зимують безкрилі партеногенетичні самки і личинки на прикореневих частинах багаторічних рослин — подорожнику, грициків, молочаю тощо. Переносять морози до −10 °С. У теплицях, оранжереях і парниках може розмножуватись упродовж усієї зими. Заселення баштанних культур відбувається після вильоту крилатих розселювачок із місць зимівлі за температури повітря понад 12 °С. Безкрила самка відроджує 40-60, крилата — 30-40 личинок. Розвиток однієї генерації від личинок до імаго триває 9-12 діб. Найінтенсивніше він відбувається за помірної температури й вологості. За сезон може розвинутись 9-15 поколінь.
Гарбузові культурі можуть пошкоджувати персикова попелиця — Myzodes persicae Sulz., звичайна картопляна попелиця — Aulacorthum solani Kalt. та ін.

## Хижаки

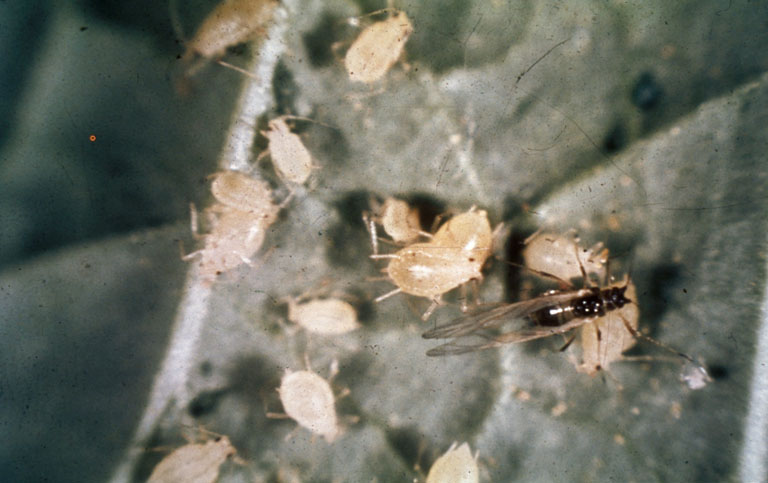
Хижак нападає на попелицю.

Чисельність попелиць обмежують багато хижих комах. Імаго і личинками попелиць активно живляться сонечка, золотоочки, хижа галиця — Aphidoletes aphidimyza Rd., хижі клопи — Nabis ferus L., Orius niger Wolff., личинки мухсирфід — Paragus tibialis Fln., Sphaerophoria menthastri L., Isehiodon stutellaris Fabr., Scaeva albomaculata Mcg. Попелицю заражають ендопаразити з родини афідіїд — Aphidius matricariae Hal., Diaeretiella rapae M. lnt., з родини афілінід — Aphelinus asychis Wlk., A. varipes Först та ін.

## Заходи захисту
Заходи захисту — знищення бур'янів. У разі заселеності, яка перевищує у першій половині сезону 7 — 15% рослин, та малої чисельності хижаків (менш як 20 : 1) — застосування інсектицидів.